# Tadeusz Malak
Tadeusz Antoni Malak (ur. 9 lutego 1933 w Żninie, zm. 26 stycznia 2017 w Krakowie) – polski aktor, reżyser, nauczyciel akademicki i profesor sztuk teatralnych.

## Życiorys
Absolwent Wyższej Szkoły Ekonomicznej w Poznaniu (1956). Tam też pracował jako nauczyciel akademicki, lecz zrezygnował z tego zajęcia i kontynuacji przewodu doktorskiego z ekonomii. W 1957 został aktorem Teatru Rapsodycznego Mieczysława Kotlarczyka. W 1958 zdał eksternistyczny egzamin aktorski, w 1973 eksternistyczny egzamin reżyserski.
Był pedagogiem Państwowej Wyższej Szkoły Teatralnej im. Ludwika Solskiego w Krakowie, a w latach 1996-1999 prorektorem tej uczelni. 4 października 2001 otrzymał z rąk prezydenta RP Aleksandra Kwaśniewskiego nominację profesorską. Został pochowany na Cmentarzu Salwatorskim (sektor R-4-20).

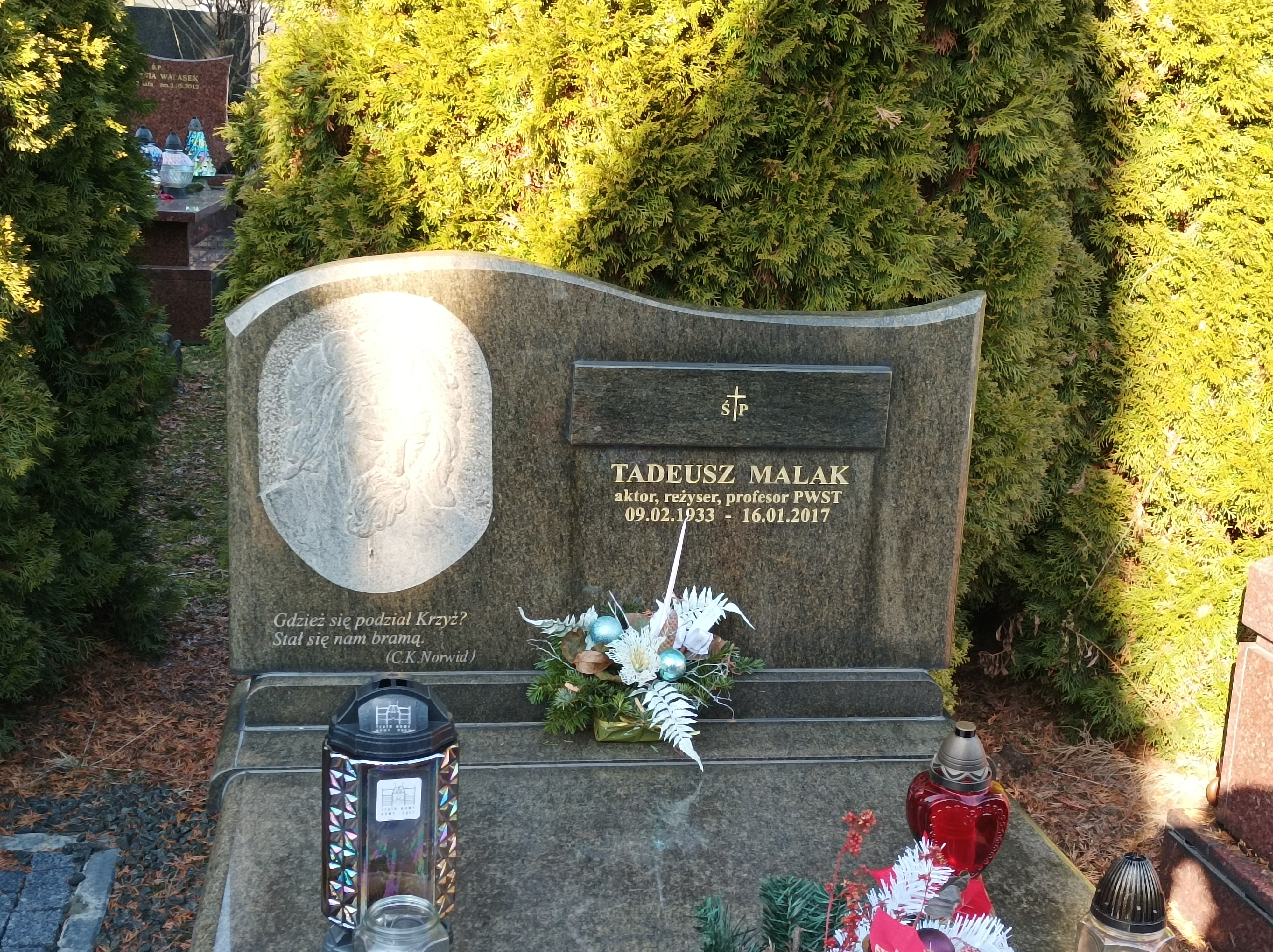
Grób prof. Tadeusza Malaka na Cmentarzu Salwatorskim

## Kariera zawodowa
- Teatr Rapsodyczny Kraków 1957 – 1963 aktor
- Teatr im. Juliusza Słowackiego w Krakowie 1963 – 1964 aktor
- Stary Teatr im. Heleny Modrzejewskiej w Krakowie 1964 – 2000 aktor
- Teatr STU 1978-81
- PWST w Krakowie 1991-2000 – prorektor (1996-99)

## Filmografia
- 1982: Blisko, coraz bliżej (odc. 8)

## Odznaczenia
- Zasłużony Działacz Kultury (1974)[3]
- Złoty Krzyż Zasługi (1989)[3]
- Złoty Medal „Zasłużony Kulturze Gloria Artis” (2007)[4]